# Baribal bílý
Baribal bílý (Ursus americanus kermodei), též zvaný medvědí duch, je vzácný bílý poddruh severoamerického medvěda baribala, který žije v kanadské provincii Britská Kolumbie v deštném pralese Great Bear. Vyskytuje se především na ostrovech Gribbell, Princess Royal a Roderick
Medvědí duch se tomuto druhu přezdívá, jelikož indiáni z kmene Nuxalků věřili, že disponuje nadpřirozenými schopnostmi.

## Popis
Baribal bílý není albín, nýbrž samostatný poddruh baribala. Má tmavé tlapy, čenich a oči jako ostatní poddruhy baribala. Zbarvení těchto medvědů je odlišné díky recesivním genům, které zapříčiňují to, že se zhruba jeden ze čtyř až deseti medvědů rodí bílý.

## Ekologie
Tento medvěd se vyskytuje v Kanadě, přesněji v deštném pralese Great Bear a jeho blízkém okolí. Vědci odhadují, že jich zde žije 400 až 1200, méně pozitivní odhad hovoří o 400 i méně přeživších jedincích.
Jedná se o všežravce, který se krmí převážně bylinami a bobulemi, ale stejně jako ostatní medvědi v oblasti se živí i lovem lososů během jejich tahů. Vzhledem k bílé barvě kůže je za denního světla více nenápadný a tudíž úspěšnější v lovu lososů, než černý baribal.
Trofejní lov baribala je, na rozdíl od lovu medvědů grizzly, legální (2019),[zdroj?] což ohrožuje tento velmi vzácný poddruh. Rovněž ho ohrožuje odlesňování (ztráta lokalit), avšak na některých místech je již před průmyslovou těžbou chráněn.